# Kjell Scherpen
Kjell Scherpen (Emmen, 23 januari 2000) is een Nederlands profvoetballer die speelt als doelman. Hij werd deels opgeleid bij FC Emmen en debuteerde daar tevens op het hoogste niveau in 2017. Scherpen verruilde Brighton & Hove Albion in de zomer van 2025 voor Union Sint-Gillis. Zijn vader Herman Scherpen speelde ook als profvoetballer.

## Loopbaan

### FC Emmen
Scherpen debuteerde op 3 november 2017 in het betaalde voetbal voor FC Emmen tijdens de thuiswedstrijd tegen Helmond Sport (3–1). Hij promoveerde aan het eind van dat seizoen met zijn club naar de Eredivisie. Hij begon daarin als eerste keeper van de Drentse club. Op 12 augustus maakte hij met een 1-2 overwinning op ADO Den Haag zijn debuut in de Eredivisie. Hij keepte alle competitiewedstrijden en was belangrijk in de handhaving van Eredivisiedebutant FC Emmen.

### Ajax

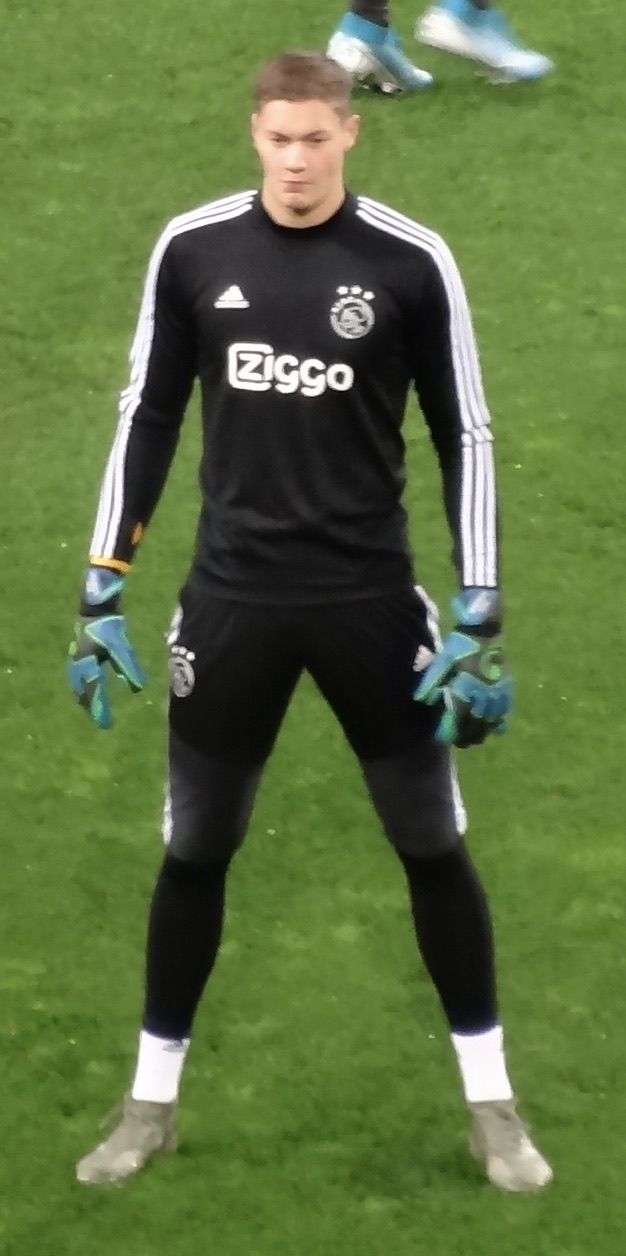
Scherpen in 2019 met Ajax.

Scherpen tekende in april 2019 een contract tot medio 2023 bij Ajax, ingaand per 1 juli 2019. Tijdens het seizoen 2019/20 speelde hij voor Jong Ajax, waar hij op 9 augustus tegen TOP Oss zijn debuut voor maakte. In twee seizoenen voor de jong-club kwam hij tot 29 wedstrijden.
Op 16 december 2020, in het bekerduel met FC Utrecht, maakte hij zijn debuut in Ajax 1. Op 4 april 2021 debuteerde hij tegen sc Heerenveen in de Eredivisie en op vier dagen later in de Europa League tegen AS Roma, door een schorsing van André Onana en een blessure van Maarten Stekelenburg. In totaal zou hij vier wedstrijden spelen voor het eerste elftal van Ajax.

### Brighton & Hove Albion
Op 16 juli 2021 werd bekendgemaakt dat Scherpen een vierjarig contract had getekend bij de Engelse club Brighton & Hove Albion. De club betaalde circa 5 miljoen euro aan Ajax. Op 8 januari 2022 speelde hij in de FA Cup tegen West Bromwich Albion (1-2 winst) zijn eerste en enige wedstrijd voor Brighton & Hove Albion. Later die maand werd hij voor de rest van het seizoen verhuurd aan KV Oostende in België, waar hij zeven van de tien resterende wedstrijden keepte.

### Vitesse
In het seizoen 2022/23 werd Scherpen nogmaals verhuurd, ditmaal aan Vitesse. Op 20 augustus maakte hij in een 4-0 nederlaag tegen Sc Heerenveen zijn debuut voor Vitesse. In die wedstrijd kreeg hij een hattrick van Sydney van Hooijdonk om zijn oren. Een week na de Gelderse derby tegen N.E.C., waarin hij de nul hield (0-0), ging hij tegen PSV van held en schlemiel. In de eerste helft stopte hij een strafschop van Luuk de Jong, maar liet in de tweede helft een houdbaar schot van Guus Til door. Tot overmaat van ramp pakte hij in de blessuretijd rood door de doorgebroken Yorbe Vertessen te torpederen. Scherpen speelde in totaal 26 wedstrijden voor Vitesse.

### Sturm Graz
In het seizoen 2023/24 werd Scherpen verhuurd aan Sturm Graz. Daar maakte hij op 30 juli tegen Austria Wien zijn debuut voor. In de voorrondes van de Champions League werd Scherpen over twee wedstrijden zeven keer gepasseerd door PSV, waardoor Sturm Graz genoegen moest nemen met Europa League-voetbal. Daarin eindigde de ploeg derde in de poule achter Atalanta Bergamo en Sporting CP. In de winterstop werd Scherpen geopereerd aan zijn kruisband, omdat hij een halfjaar geleden al zijn kruisband scheurde. Hij kon echter pas in de winterstop geopereerd worden, omdat zijn club in de zomerstop niet op tijd een vervanger meer kon halen.  Daardoor miste hij de rest van het seizoen, waarin hij tot dan toe 27 wedstrijden had gespeeld. Aan het einde van het seizoen werd Scherpen kampioen met Sturm Graz. Ook won het de beker.
Hij werd het seizoen erop opnieuw verhuurd aan Sturm Graz, dat ditmaal wel in de Champions League mocht uitkomen. De club eindigde 30ste in de nieuwe competitie-opzet door overwinningen op RB Leipzig en Girona, maar dat was niet genoeg om de volgende ronde te halen. In de Oostenrijkse competitie had Scherpen meer succes. Hij keepte 30 van de 32 competitiewedstrijden en werd opnieuw kampioen van Oostenrijk. 

### Union Sint-Gillis
In de zomer van 2025 vertrok Scherpen definitief bij Brighton & Hove Albion. Hij tekende een contract voor drie seizoenen tot de zomer van 2028 bij Union Sint-Gillis, met een optie voor een jaar extra. Hij werd aangetrokken ter vervanging van de vaste doelman Anthony Moris, die een week eerder vertrokken was naar een club in Saoedi-Arabië. Op 16 augustus 2025 maakte hij zijn debuut onder de lat bij de Brusselse club in de met 3-0 gewonnen competitiewedstrijd tegen Standard Luik.

## Clubstatistieken
| Seizoen                    | Club                   | Competitie      | Competitie | Competitie | Beker | Beker | Internationaal | Internationaal | Totaal | Totaal |
| Seizoen                    | Club                   | Competitie      | Wed.       | Dlp.       | Wed.  | Dlp.  | Wed.           | Dlp.           | Wed.   | Dlp.   |
| -------------------------- | ---------------------- | --------------- | ---------- | ---------- | ----- | ----- | -------------- | -------------- | ------ | ------ |
| 2017/18                    | FC Emmen               | Eerste divisie  | 1          | 0          | 0     | 0     | —              | —              | 1      | 0      |
| 2018/19                    | FC Emmen               | Eredivisie      | 34         | 0          | 1     | 0     | —              | —              | 35     | 0      |
| 2019/20                    | Jong Ajax              | Eerste divisie  | 14         | 0          | 0     | 0     | —              | —              | 14     | 0      |
| 2020/21                    | Jong Ajax              | Eerste divisie  | 15         | 0          | 0     | 0     | —              | —              | 15     | 0      |
| 2020/21                    | Ajax                   | Eredivisie      | 2          | 0          | 1     | 0     | 1              | 0              | 4      | 0      |
| 2021/22                    | Brighton & Hove Albion | Premier League  | 0          | 0          | 1     | 0     | —              | —              | 1      | 0      |
| 2021/22                    | → KV Oostende          | Eerste klasse A | 7          | 0          | 0     | 0     | —              | —              | 7      | 0      |
| 2022/23                    | → Vitesse              | Eredivisie      | 26         | 0          | 0     | 0     | —              | —              | 26     | 0      |
| 2023/24                    | → Sturm Graz           | Bundesliga      | 16         | 0          | 3     | 0     | 8              | 0              | 27     | 0      |
| 2024/25                    | → Sturm Graz           | Bundesliga      | 30         | 0          | 4     | 0     | 6              | 0              | 40     | 0      |
| 2025/26                    | Union Sint-Gillis      | Eerste klasse A | 1          | 0          | 0     | 0     | 0              | 0              | 1      | 0      |
| Carrière totaal            | Carrière totaal        | Carrière totaal | 146        | 0          | 10    | 0     | 15             | 0              | 171    | 0      |
| Bijgewerkt t/m 26 mei 2025 |                        |                 |            |            |       |       |                |                |        |        |

## Interlandcarrière

### Jeugdelftallen
Scherpen begon zijn loopbaan als jeugdinternational in 2018 bij het Nederlands elftal voor spelers onder 19 jaar.
| Jeugdinterlands van Kjell Scherpen    | Jeugdinterlands van Kjell Scherpen | Jeugdinterlands van Kjell Scherpen | Jeugdinterlands van Kjell Scherpen | Jeugdinterlands van Kjell Scherpen | Jeugdinterlands van Kjell Scherpen |
| Team (№ interlands)                   | Datum                              | Wedstrijd                          | Uitslag                            | Soort Wedstrijd                    | Doelpunten                         |
| Als speler bij FC Emmen               | Als speler bij FC Emmen            | Als speler bij FC Emmen            | Als speler bij FC Emmen            | Als speler bij FC Emmen            | Als speler bij FC Emmen            |
| ------------------------------------- | ---------------------------------- | ---------------------------------- | ---------------------------------- | ---------------------------------- | ---------------------------------- |
| Onder 19 (1.)                         | 8 september 2018                   | Nederland – Tsjechië               | 5 – 1                              | Vriendschappelijk                  |                                    |
| Onder 19 (2.)                         | 10 oktober 2018                    | Nederland – Faeröer                | 5 – 0                              | Kwalificatie EK-19 2019            |                                    |
| Onder 19 (3.)                         | 13 oktober 2018                    | Nederland – Bosnië en Herzegovina  | 6 – 0                              | Kwalificatie EK-19 2019            |                                    |
| Onder 19 (4.)                         | 17 november 2018                   | Nederland – Duitsland              | 1 – 0                              | Vriendschappelijk                  |                                    |
| Onder 19 (5.)                         | 20 maart 2019                      | Wales – Nederland                  | 1 – 2                              | Kwalificatie EK-19 2019            |                                    |
| Onder 19 (6.)                         | 23 maart 2019                      | Nederland – Slovenië               | 2 – 0                              | Kwalificatie EK-19 2019            |                                    |
| Onder 19 (7.)                         | 26 maart 2019                      | Nederland – Spanje                 | 0 – 1                              | Kwalificatie EK-19 2019            |                                    |
|                                       |                                    |                                    |                                    |                                    |                                    |
| Onder 21 (8.)                         | 31 mei 2019                        | Nederland – Mexico                 | 5 - 1                              | Vriendschappelijk                  |                                    |
| Als speler bij Ajax                   |                                    |                                    |                                    |                                    |                                    |
| Onder 21 (9.)                         | 19 november 2019                   | Engeland – Nederland               | 1 - 2                              | Vriendschappelijk                  |                                    |
| Onder 21 (10.)                        | 8 oktober 2020                     | Nederland – Gibraltar              | 5 - 0                              | Kwalificatie EK-21 2020            |                                    |
| Onder 21 (11.)                        | 13 oktober 2020                    | Cyprus – Nederland                 | 0 - 7                              | Kwalificatie EK-21 2020            |                                    |
| Onder 21 (12.)                        | 24 maart 2021                      | Roemenië – Nederland               | 1 - 1                              | EK-21 2020                         |                                    |
| Onder 21 (13.)                        | 27 maart 2021                      | Duitsland – Nederland              | 1 - 1                              | EK-21 2020                         |                                    |
| Onder 21 (14.)                        | 30 maart 2021                      | Hongarije – Nederland              | 1 - 6                              | EK-21 2020                         |                                    |
| Als speler bij Brighton & Hove Albion |                                    |                                    |                                    |                                    |                                    |
| Onder 21 (15.)                        | 8 oktober 2021                     | Zwitserland – Nederland            | 2 - 2                              | Kwalificatie EK-21 2023            |                                    |
| Onder 21 (16.)                        | 12 oktober 2021                    | Nederland – Wales                  | 5 - 0                              | Kwalificatie EK-21 2023            |                                    |
| Onder 21 (17.)                        | 12 november 2021                   | Nederland – Bulgarije              | 3 - 1                              | Kwalificatie EK-21 2023            |                                    |
| Onder 21 (18.)                        | 15 november 2021                   | Gibraltar – Nederland              | 0 - 7                              | Kwalificatie EK-21 2023            |                                    |
| Als speler bij KV Oostende            |                                    |                                    |                                    |                                    |                                    |
| Onder 21 (19.)                        | 25 maart 2022                      | Bulgarije – Nederland              | 0 - 0                              | Kwalificatie EK-21 2023            |                                    |
| Onder 21 (20.)                        | 29 maart 2022                      | Nederland – Zwitserland            | 2 - 0                              | Kwalificatie EK-21 2023            |                                    |
| Onder 21 (21.)                        | 3 juni 2022                        | Moldavië – Nederland               | 0 - 3                              | Kwalificatie EK-21 2023            |                                    |

Op 6 juni 2022 werd Scherpen door bondscoach Louis van Gaal opgeroepen voor de selectie van het Nederlands elftal ter vervanging voor de geblesseerde Tim Krul. Hij zat toen drie wedstrijden op de bank zonder zijn debuut te maken. In juni 2025 werd hij door bondscoach Ronald Koeman opnieuw ingevlogen als derde doelman achter Mark Flekken en Nick Olij, als vervanger van de geblesseerde Bart Verbruggen.

## Erelijst
| Competitie                |        |                  |      |      |
| Competitie                | Aantal | Jaren            |      |      |
| Ajax                      | Ajax   | Ajax             | Ajax | Ajax |
| ------------------------- | ------ | ---------------- | ---- | ---- |
| Johan Cruijff Schaal      | 1x     | 2019             |      |      |
| KNVB Beker                | 1x     | 2020/21          |      |      |
| Eredivisie                | 1x     | 2020/21          |      |      |
| Sturm Graz                |        |                  |      |      |
| Landskampioen             | 2x     | 2023/24, 2024/25 |      |      |
| Oostenrijkse voetbalbeker | 1x     | 2023/24          |      |      |